# بيلوفودسك
بيلوفودسك (Біловодськ) هي مدينة في مقاطعة لوهانسكا في أوكرانيا.
يبلغ عدد سكانها حوالي 8114 نسمة.